# Aleksandr Anioukov
Aleksandr Guennadiévitch Anioukov (en russe : Александр Геннадьевич Анюков) est un footballeur international russe né le 28 septembre 1982 à Kouïbychev (aujourd'hui Samara).
Évoluant principalement en défense au poste de latéral droit, il est actif professionnellement depuis 2000, jouant pour le Krylia Sovetov Samara, son club formateur, entre 2000 et 2005 avant de rejoindre le Zénith Saint-Pétersbourg dont il porte les couleurs pendant près de quatorze ans jusqu'à la fin de sa carrière en 2019, y remportant notamment la Coupe UEFA en 2008 ainsi que cinq championnats de Russie entre 2007 et 2019. Il est par ailleurs sélectionné à 77 reprises avec la sélection russe, comptant un but en match amical et prenant part à trois championnats d'Europe en 2008, 2012 et 2016.

## Biographie

### Carrière en club
Anioukov prend dans un premier temps sa retraite sportive à l'issue de la saison 2018-2019. Il revient cependant sur sa décision et rejoint par la suite le Krylia Sovetov Samara, son club de formation, au mois de juillet 2019 sous la forme d'un prêt. À l'issue de son contrat de prêt à la fin du mois de mai 2020, il prend définitivement sa retraite à l'âge de 37 ans et devient dans la foulée adjoint de Sergueï Semak au Zénith Saint-Pétersbourg.

### Carrière internationale
Anioukov commence sa carrière internationale le 25 mai 2004, lors d'un match amical face à l'Autriche. Le 8 juin 2005, il inscrit son seul et unique but en sélection face à l'Allemagne lors d'un match amical pour un match nul 2-2. Il est sélectionné en tout à 77 reprises entre 2004 et 2013.

## Statistiques
| Saison                | Club                         | Championnat           | Championnat | Championnat | Coupe(s) nationale(s) | Coupe(s) nationale(s) | Compétition(s) continentale(s) | Compétition(s) continentale(s) | Compétition(s) continentale(s) | Total | Total |
| Saison                | Club                         | Division              | M.          | B.          | M.                    | B.                    | Comp.                          | M.                             | B.                             | M.    | B.    |
| 2000                  | Krylia Sovetov Samara        | D1                    | 4           | 0           | 2                     | 1                     | -                              | -                              | -                              | 6     | 1     |
| 2001                  | Krylia Sovetov Samara        | D1                    | 3           | 0           | 2                     | 0                     | -                              | -                              | -                              | 5     | 0     |
| 2002                  | Krylia Sovetov Samara        | D1                    | 2           | 1           | 1                     | 0                     | -                              | -                              | -                              | 3     | 1     |
| 2003                  | Krylia Sovetov Samara        | D1                    | 18          | 0           | 5                     | 0                     | -                              | -                              | -                              | 23    | 0     |
| 2004                  | Krylia Sovetov Samara        | D1                    | 29          | 2           | 8                     | 0                     | -                              | -                              | -                              | 37    | 2     |
| 2005                  | Krylia Sovetov Samara        | D1                    | 15          | 0           | 4                     | 0                     | -                              | -                              | -                              | 19    | 0     |
| Sous-total            | Sous-total                   | Sous-total            | 71          | 3           | 22                    | 1                     | -                              | -                              | -                              | 93    | 4     |
| 2005                  | Zénith Saint-Pétersbourg     | D1                    | 12          | 1           | 1                     | 0                     | C3                             | 8                              | 0                              | 21    | 1     |
| 2006                  | Zénith Saint-Pétersbourg     | D1                    | 25          | 1           | 6                     | 0                     | C3                             | 6                              | 0                              | 37    | 1     |
| 2007                  | Zénith Saint-Pétersbourg     | D1                    | 23          | 2           | 6                     | 0                     | C3                             | 8                              | 0                              | 37    | 2     |
| 2008                  | Zénith Saint-Pétersbourg     | D1                    | 26          | 3           | 1                     | 0                     | C3+SC+C1                       | 8+1+6                          | 1+0+0                          | 42    | 4     |
| 2009                  | Zénith Saint-Pétersbourg     | D1                    | 27          | 1           | 2                     | 0                     | C3+C3                          | 3+2                            | 0                              | 34    | 1     |
| 2010                  | Zénith Saint-Pétersbourg     | D1                    | 27          | 1           | 3                     | 0                     | C1+C3                          | 4+2                            | 0                              | 36    | 1     |
| 2011-2012             | Zénith Saint-Pétersbourg     | D1                    | 37          | 1           | 5                     | 0                     | C3+C1                          | 4+7                            | 0                              | 53    | 1     |
| 2012-2013             | Zénith Saint-Pétersbourg     | D1                    | 22          | 1           | 4                     | 0                     | C1+C3                          | 6+3                            | 0                              | 35    | 1     |
| 2013-2014             | Zénith Saint-Pétersbourg     | D1                    | 14          | 0           | 2                     | 0                     | C1                             | 6                              | 0                              | 22    | 0     |
| 2014-2015             | Zénith Saint-Pétersbourg     | D1                    | 17          | 0           | 2                     | 0                     | C1+C3                          | 7+2                            | 0                              | 28    | 0     |
| 2015-2016             | Zénith Saint-Pétersbourg     | D1                    | 15          | 0           | 3                     | 0                     | C1                             | 7                              | 0                              | 25    | 0     |
| 2016-2017             | Zénith Saint-Pétersbourg     | D1                    | 10          | 0           | 2                     | 0                     | C3                             | 4                              | 0                              | 16    | 0     |
| 2017-2018             | Zénith Saint-Pétersbourg     | D1                    | 1           | 0           | 1                     | 0                     | C3                             | 2                              | 0                              | 4     | 0     |
| 2018-2019             | Zénith Saint-Pétersbourg     | D1                    | 16          | 0           | 2                     | 1                     | C3                             | 10                             | 0                              | 28    | 1     |
| Sous-total            | Sous-total                   | Sous-total            | 272         | 11          | 40                    | 1                     | -                              | 106                            | 1                              | 418   | 13    |
| 2019-2020             | Krylia Sovetov Samara (prêt) | D1                    | 18          | 0           | -                     | -                     | -                              | -                              | -                              | 18    | 0     |
| Total sur la carrière | Total sur la carrière        | Total sur la carrière | 361         | 14          | 62                    | 2                     | -                              | 106                            | 1                              | 529   | 17    |

## Palmarès
Zénith Saint-Pétersbourg
- Vainqueur de la Coupe UEFA en 2008
- Vainqueur de la Supercoupe de l'UEFA en 2008
- Champion de Russie en 2007, 2010, 2012, 2015 et 2019
- Vainqueur de la Coupe de Russie en 2010 et 2016
- Vainqueur de la Supercoupe de Russie en 2008, 2011, 2015 et 2016